# 佐伯泰英
佐伯 泰英（さえき やすひで、1942年2月14日 - ）は、日本の小説家、写真家。福岡県北九州市八幡西区生まれ。日本大学藝術学部映画学科卒。

## 経歴
実家は新聞販売店で、折尾駅構内で新聞販売などを行なっていた。当初は家業を継ぐ予定であったが、これを断念して芸術を志すようになる。1971年より1974年までスペインに滞在。のち、スペインと闘牛を題材にしたノンフィクション『闘牛士エル・コルドベス 1969年の叛乱』と『闘牛はなぜ殺されるか』、小説『ゲルニカに死す』を発表。スペインや南米など、スペイン語圏を舞台にした冒険小説や国際謀略小説を中心に良質のミステリー小説を数多く執筆するが、日本人になじみの薄い土地を舞台にしたせいか思うように売れず、ヒットに恵まれないまま1998年頃には仕事の依頼が激減。当時執筆していた「犯罪通訳官アンナ」シリーズ（文庫化に際して「警視庁国際捜査班」シリーズと改題）打ち切りの宣告も受け、作家廃業寸前の窮地に立たされた。この時、編集者から時代小説か官能小説の執筆を勧められた（その言葉のニュアンスから、事実上の廃業勧告に近かった）こともあり、作家として生き残りを図るべく、時代小説への転身を決断する。
1999年、初の書き下ろし時代小説『瑠璃の寺』（文庫化の際に『悲愁の剣』に改題）を角川春樹事務所より発表。半ば版元に押し付けるような形で、出版されるかどうかさえ分からぬ状態のまま売り込んだ同作は、発売1週間で重版がかかるヒットとなる。これは、それまで全著作が初版品切れの憂き目を見てきた佐伯にとっては生まれて初めてのことだった。以後、「密命」シリーズをはじめ、数々の人気シリーズをかかえ、「月刊佐伯」の異名をとるほどのハイペース（ほぼ20日で文庫1冊分を書きおろしているという）で作品を発表する人気時代小説作家となる。
2010年11月29日の「新・古着屋総兵衛」の児玉清の対談において「血に非ず」のタイトルの由来時に前立腺癌を発症していたが、現在、治療している事を語っていた。
2018年、第66回菊池寛賞受賞。「密命」シリーズに始まる「文庫書き下ろし時代小説」という新たなジャンルを確立、出版界を活性化させたことが授賞理由とされる。

## 作風
佐伯の執筆する時代小説の主人公には豊後の小藩出身者が多いのも特徴である。一例を挙げると「居眠り磐音」の坂崎磐音は豊後関前藩出身、「密命」の金杉惣三郎は豊後相良藩出身、「吉原裏同心」の神守幹次郎は豊後岡藩出身である。
2007年7月より居眠り磐音 江戸双紙シリーズがNHKの木曜時代劇『陽炎の辻〜居眠り磐音 江戸双紙〜』としてドラマ放映された。2008年度はテレビ東京金曜時代劇枠にて『密命 寒月霞斬り』、NHKでは土曜時代劇枠にて陽炎の辻の続編がドラマ化された。また、「居眠り磐音 江戸双紙」の漫画版がA-ZEROにて連載されている。2010年4月には、鎌倉河岸捕物控シリーズがNHKの土曜時代劇枠にて『まっつぐ〜鎌倉河岸捕物控〜』のタイトルでドラマ化された。2013年1月1日『酔いどれ小籐次留書』シリーズ第１作『御鑓拝借』が「御鑓拝借〜酔いどれ小籐次留書〜」のタイトルで単発ドラマ化された。
佐伯の時代小説のヒットを受け、長らく品切れ状態が続いていた冒険小説やミステリー小説などが次々と文庫化、復刊されている。佐伯本人は今後の作家人生を現代小説ではなく文庫書き下ろし時代小説一本に絞るとしている。
また、闘牛士を追う写真家としても名高い。

## 初期著作
- 34歳
  - 『闘牛』平凡社カラー新書、1976
- 39歳
  - 『闘牛士エル・コルドベス 1969年の叛乱』（1981、集英社）のち徳間文庫
- 41歳
  - 『アルハンブラ 光の迷宮風の回廊』集英社、1983 のち徳間文庫
- 44歳
  - 『狂気に生き』第1-2部、新潮社、1986
- 45歳
  - 『殺戮の夏コンドルは翔ぶ』徳間書店、1987『テロリストの夏』と改題
  - 『復讐の秋パンパ燃ゆ』徳間書店、1987『復讐の河』と改題
  - 『ユダの季節』（1987年、角川書店）カドカワノベルズ
- 46歳
  - 『暗殺の冬カリブへ走れ』徳間書店、1988
- 47歳
  - 『ヨハネの首』徳間書店、1989
- 48歳
  - 『白き幻影のテロル』角川書店、1990 (カドカワノベルズ)
- 49歳
  - 『新アルハンブラ物語』安引宏共著 新潮社、1991 (とんぼの本)
  - 『野望の王国』徳間書店、1991 (Tokuma冒険&推理特別書下し)
  - 『眠る絵』ベストセラーズ、1991
  - 『Did not finish村松栄紀』エイキ、1991
- 50歳
  - 『ピカソ青の時代の殺人』集英社、1992
- 51歳
  - 『聖母の月』双葉社、1993
- 52歳
  - 『犯罪通訳官アンナ 射殺・逃げる女』祥伝社、1994 (Non novel)
- 53歳
  - 『背徳の標的』（警視庁犯罪通訳官シリーズ）祥伝社、1995 (Non novel)
  - 『妃の正体』祥伝社、1995 (Non novel)
- 54歳
  - 『ゲルニカに死す』文藝春秋、1996
  - 『神々の銃弾』祥伝社、1996 (Non novel)
- 55歳
  - 『秘画の構図』祥伝社、1997 (Non novel)
- 56歳
  - 『闘牛はなぜ殺されるか』新潮選書、1998
  - 『ダブルシティ』日本文芸社、1998 (日文文庫)
- 57歳
  - 『瑠璃の寺』角川春樹事務所、1999
  - 『密命 弦月三十二人斬り』祥伝社文庫、1999

以後多数

### 警視庁国際捜査班シリーズ
※すべて祥伝社文庫収録
- 五人目の標的（2004年）
- 悲しみのアンナ（2004年）
- サイゴンの悪夢（2005年）
- 神々の銃弾（2006年）
- 銀幕の女（2007年）

## 時代小説

### 密命シリーズ
祥伝社文庫より刊行。

### 秘剣シリーズ
祥伝社文庫より刊行。
1. 秘剣雪割り 悪松・棄郷編
2. 秘剣瀑流返し 悪松・対決「鎌鼬」
3. 秘剣乱舞 悪松・百人斬り
4. 秘剣孤座
5. 秘剣流亡

### 夏目影二郎始末旅シリーズ
日文文庫、後に光文社文庫より刊行。

### 古着屋総兵衛影始末シリーズ
徳間文庫より刊行。

### 新・古着屋総兵衛シリーズ
新潮文庫より刊行。

### 吉原裏同心シリーズ
光文社文庫より刊行。

### 鎌倉河岸捕物控シリーズ
ハルキ文庫より刊行。

### 長崎絵師通吏辰次郎シリーズ
ハルキ文庫より刊行。

### 居眠り磐音シリーズ
『居眠り磐音 江戸双紙』のシリーズ名で双葉文庫より刊行。『居眠り磐音』とシリーズ名を改め文春文庫より改版。

### 酔いどれ小籐次留書シリーズ
幻冬舎文庫より刊行。

### 交代寄合伊那衆異聞シリーズ
講談社文庫より刊行。
1. 変化
2. 雷鳴
3. 風雲
4. 邪宗
5. 阿片
6. 攘夷
7. 上海
8. 黙契
9. 御暇
10. 難航
11. 海戦
12. 謁見
13. 交易
14. 朝廷
15. 混沌
16. 断絶
17. 散斬
18. 再会
19. 茶葉
20. 開港
21. 暗殺
22. 血脈
23. 飛躍

### 空也十番勝負シリーズ
双葉文庫より５巻まで刊行後、文春文庫から１~５巻を決定版として再刊するとともに６巻以降を刊行。

### 照降町四季シリーズ
文藝春秋より刊行。文春文庫からも同時に刊行。
- 初詣で（2021年4月）
- 己丑の大火（2021年5月）
- 梅花下駄（2021年6月）
- 一夜の夢（2021年7月）

### その他
- 『異風者（いひゅもん）』角川春樹事務所〈ハルキ文庫〉、2000年5月。ISBN 4-89456-692-3。
  - 『異風者 新装版』角川春樹事務所〈ハルキ文庫〉、2012年12月。ISBN 978-4-7584-3706-6。
- 総兵衛見参！（新潮文庫の新・古着屋総兵衛の書店配布小冊子、2010年11月29日、児玉清と青山にて特別対談）
- 『新酒番船』光文社〈光文社文庫〉、2020年6月。ISBN 978-4-334-79034-9。
- 『出絞と花かんざし』2021年6月。ISBN 978-4-334-79201-5。

## 随筆
- 惜櫟荘だより、岩波書店、2012

## その他
2003年、熱海に別荘を入手、それを仕事場とする。2008年、施主岩波書店創業者岩波茂雄、建築家吉田五十八の由緒ある別荘惜櫟荘荘が、解体、売りに出されると知り、それを譲り受け、解体修復に携わり、以後惜櫟荘番人を名乗る。その間の事情は、『惜櫟荘だより』(岩波書店　2012年)に詳しい。また娘婿の小林勇は、『惜櫟荘主人ーもう一つの岩波茂雄伝』(岩波書店　1963年)を書いている。